# Бэтмен: Крестоносец в плаще
«Бэтмен: Крестоносец в плаще» (англ. Batman: Caped Crusader) — американский мультсериал 2024 года.

## Сюжет
Действие происходит в мрачном Готэм-Сити середины XX века. Брюс Уэйн только недавно начал борьбу с преступностью в роли Бэтмена.

## Эпизоды
| № | Название                                                        | Режиссёр         | Автор сценария                                 | Дата премьеры  |
| --- | --------------------------------------------------------------- | ---------------- | ---------------------------------------------- | -------------- |
| 1 | «In Treacherous Waters» «В коварных водах»                      | Кристина Сотта   | Джейс Риччи, Брюс Тимм                         | 1 августа 2024 |
| Освальда Кобблпот, владелица плавучего ресторана Iceberg Lounge, известна в преступном мире Готэма как Пингвин. Она пытается устранить своего конкурента, босса мафии Руперта Торна, уничтожая склады его организации. Однако у Торна есть шпион в банде Кобблпот. Пингвин полагает, что это её младший сын Аарон, и убивает его. Однако предателем оказывается её старший сын Рональд, который просит помощи у адвоката Барбары Гордон, дочери комиссара полиции Джима Гордона. Освальда пытается уничтожить полицейский участник, запустив туда ракету, но людей оттуда эвакуировали. Бэтмен останавливает Освальду, но позже понимает, что, избавившись от конкурента, Торн начнёт наращивать могущество. |                                                                 |                  |                                                |                |
| 2 | «...And Be a Villain» «...и стать злодеем»                      | Мэтт Питерс      | Грег Рука                                      | 1 августа 2024 |
| Детектива полиции Рене Монтойю назначили на дело о пропавшей актрисе Ивонн Фрэнсис. После неудачного допроса Брюса Уэйна она приходит на киностудию, где начинает подозревать коллегу Фрэнсис, актёра Бэзила Карло. Однако придя к нему домой, она обнаруживает Карло мёртвым. Расследуя дальше, она узнаёт, что Карло не нравилось его лицо, и он использовал экспериментальную сыворотку, чтобы изменять его. Монтойя и Бэтмен в конце концов сталкиваются с Карло, который инсценировал свою смерть и похитил Фрэнсис из желания сыграть настоящего злодея. Монтойя и Бэтмен побеждают Глиноликого и спасают Фрэнсис, а затем Бэтмен исчезает, чтобы Монтойя не арестовала его. |                                                                 |                  |                                                |                |
| 3 | «Kiss of the Catwoman» «Поцелуй женщины-кошки»                  | Кристофер Беркли | Эд Брубейкер, Брюс Тимм, Адамма Эбо, Аданн Эбо | 1 августа 2024 |
| В музее Брюс знакомится с Селиной Кайл, которая проявляет интерес к жемчугу его покойной матери Марты Уэйн. Брюс посещает психолога Харлин Квинзел по назначению суда из-за нападения на человека, оскорбившего его родителей. Тем временем Кайл наряжается в Женщину-кошку и крадёт драгоценности. Бэтмен ловит её, однако окружной прокурор Готэма Харви Дент отпускает её. Предполагая, что Кайл попытается украсть жемчуг Марты, Брюс приказывает закрыть музей раньше, чтобы заманить Женщину-кошку в ловушку. Он снова останавливает её, на этот раз обзаводясь доказательствами её вины в качестве фотографий. |                                                                 |                  |                                                |                |
| 4 | «The Night of the Hunters» «Ночь охотников»                     | Кристина Сотта   | Эд Брубейкер                                   | 1 августа 2024 |
| Мэр Джессоп отдает приказ о создании оперативной группы для поимки Бэтмена. Гордон назначет Монтойю командиром. Продажные полицейские Харви Буллок и Арнольд Фласс используют преступника в маске — Поджигателя в качестве приманки для Бэтмена. В рамках своего плана они позволяют Поджигателю сбежать и устроить пожар. Бэтмен прибывает, чтобы спасти мирных жителей. Буллок и Фласс убивают Поджигателя, чтобы замести следы, а Бэтмену приходится сотрудничать с Джимом, который не одобряет методы оперативной группы, чтобы спасти оставшихся людей. После этого Бэтмен снова исчезает. В газете Буллока и Фласса представляют героями, остановившими преступника, и Джессоп рекомендует Гордону не стоять у них на пути. |                                                                 |                  |                                                |                |
| 5 | «The Stress of Her Regard» «Напряжение, вызванное ее вниманием» | Мэтт Питерс      | Хэлли Гросс                                    | 1 августа 2024 |
| Харлин Квинзел носит клоунский наряд и становится Харли Квинн, подвергая преступников ужасным пыткам в надежде исправить их разум. Барбара и Бэтмен выслеживают её в подвале одного из пациентов. Ей удаётся победить Тёмного рыцаря, и он теряет сознание. Она собирается взорвать дом, но когда узнаёт, что её подруга Барбара там, возвращается, чтобы спасти её. Когда дом рушится, Бэтмен спасает Барбару, а Квинн падает в реку. Однако она выживает и временно покидает Готэм. |                                                                 |                  |                                                |                |
| 6 | «Night Ride» «Ночная поездка»                                   | Кристофер Беркли | Марк Бернардин                                 | 1 августа 2024 |
| Таинственный призрак грабит рабочих, что подрывает кампанию Дента на выборах мэра Готжма, поскольку он как оркужной прокурор не может остановить преступника. Торн предлагает ему финансовую помощь, но Харви отказывается. Тем временем Бэтмен пытается напрямую сразиться с призраком. Он узнаёт, что это дух Джима Крэддока, который был одним из основателей города, но его вычеркнули из истории, поскольку он пристрастился к азартным играм и проиграл своё имущество. Его недавно приобрёл друг Брюса — Люциус Фокс. Линтон Миднайт даёт совет Бэтмену, как оделать призрака. В ходе битвы Крэддок вселяется в тело дворецкого Бэтмена — Альфреда Пенниуорта. Бэтмен завершает ритуал, используя кровь Альфреда, и запирает Крэддока в стеклянном флаконе. Впоследствии он отдаёт его Миднайту. Дент тем временем решается принять деньги Торна.                                                                                                  |                                                                 |                  |                                                |                |
| 7 | «Moving Target» «Движущаяся цель»                               | Кристина Сотта   | Адамма Эбо, Аданн Эбо                          | 1 августа 2024 |
| За убийство Гордона назначили награду. В город прибывает Ономатопея со своей бандой для выполнения заказа. Бэтмен узнаёт, что заказчиком был заключённый тюрьмы Блэкгейт — Мюллер. Едва отбившись от убийц, Бэтмен рассказывает Джиму, что истинная цель — Барбара. Офицер Джим Корриган пытается застрелить её, чтобы получить деньги, но Джим останавливает его и арестовывает. Позже Мюллер признаётся, что заказал убийство, потому что остался недоволен её адвокатской работой. |                                                                 |                  |                                                |                |
| 8 | «Nocturne» «Ноктюрн»                                            | Мэтт Питерс      | Хэлли Гросс                                    | 1 августа 2024 |
| Во время благотворительного карнавала для кампании Дента пропадает несколько детей. За этим стоит Натали Найт, младшая сестру изобретателя Антона Найта, которая страдает от необычной болезни. Предотвратить её можно только высасывая энергию из людей. Антон просит сестру не причинять людям боль, и они ссорятся, в ходе чего она толкает его, и на него падает полка, ломая ему ноги. Бэтмен находит детей и Антона, который рассказывает герою, что её нужно найти до восхода солнца, а затем умирает. Бэтмен находит Натали, напавшую на очередную жертву, и рассказывает ей о смерти брата. Она впадает в отчаяние, а солнечный свет начинает разжигать её плоть. Бэтмен уводит девушку в больницу, где также лежат её жертвы. Тем временем Дент встречается с Торном, чтобы получить от него деньги, но отказывается снять обвинения с друга Торна. В отместку подчинённый Торна обливает Харви кислотой.                                       |                                                                 |                  |                                                |                |
| 9 | «The Killer Inside Me» «Убийца внутри меня»                     | Кристофер Беркли | Джейс Риччи                                    | 1 августа 2024 |
| После нападения у Дента изуродовалась половина лица. Он проигрывает выборы. Брюс пытается подбодрить друга, и они идут поужинать, но Дент начинает сходить с ума, буяня в ресторане. Альфред отчитывает Брюса, что ему не следовало трогать Харви в такой момент. Дент жаждет мести и убивает нескольких людей Торна. После он добрается до дома самого Торна, но его останавливает Бэтмен. Дент берёт над собой контроль и сдаётся, отправляясь в лечебницу Аркхем. Барбара становится его адвокатом. |                                                                 |                  |                                                |                |
| 10 | «Savage Night» «Дикая ночь»                                     | Кристина Сотта   | Эд Брубейкер                                   | 1 августа 2024 |
| Барбара искренне хочет помочь Денту, несмотря на некоторые их разногласия в прошлом. Люди Торна, Буллок и Фласс, по его поручению собираются избавиться от Дента. Барбара и Бэтмен объединяются с Рене и Джимом, чтобы защитить Харви. Однако во время стычки в доках Дент жертвует собой, чтобы прикрыть Барбару спиной от выстрела Фласса. Бэтмен едва не теряет самообладание и берёт пистолет, направляя на Фласса, но в конечном итоге выпускает пули мимо. После этого Альфред заверяет Бэтмена, что в нём всё ещё есть человечность. Брюс благодарит дворецкого, в этот раз называя его по имени, а не по фамилии, как он делал это обычно. Бэтмен отправляется к небоскрёбу Торна, бросая ему в окно бэтаранг, который задевает ухо преступника, символизируя, что Тёмный рыцарь будет следить за криминальным боссом. После этого в заброшенном месте таинственный злодей убивает ряд людей токсином, который заставляет их неудержимо смеяться. |                                                                 |                  |                                                |                |

## Актёры
- Хэмиш Линклейтер — Брюс Уэйн / Бэтмен
- Джейми Чон — Харли Квинн
- Кристина Риччи — Селина Кайл / Женщина-кошка
- Дидрих Бадер — Харви Дент / Двуликий
- Эрик Морган Стюарт — Джеймс Гордон
- Мишель С. Бонилья — Рене Монтойя
- Кристал Джой Браун — Барбара Гордон
- Джейсон Уоткинс — Альфред Пенниуорт
- Бампер Робинсон — Люциус Фокс
- Минни Драйвер — Освальда Кобблпот / Пингвин
- Дэн Донохью — Глиноликий

## Производство и выпуск
О начале разработки 1 сезона, состоящего из 10 эпизодов, было объявлено в мае 2021 года. Шоураннеором проекта стал Брюс Тимм. В январе 2022 года стало известно, что автор комиксов Эд Брубейкер будет выступать в качестве главного сценариста и исполнительного продюсера сериала. Он рассказывал, что мультсериал будет более взрослым, хотя и нацелен на молодую аудиторию, сравнив его со «Звёздными войнами» и КВМ. В 2023 году вице-президент Warner Bros. Animation Питер Жирарди подтвердил, что у проекта будет более взрослый тон. У Брюса Тимма стало больше творческой свободы в сравнении с «Бэтменом» 1992 года, где ему приходилось отказываться от некоторых идей из-за цензуры. Ранний тизер мультсериала был представлен на Международном фестивале анимационных фильмов в Анси в 2023 году. В сети трейлер проекта был опубликован в конце июня 2024 года. Изначально мультсериал должен был выйти на HBO Max, но по итогу премьера состоялась 1 августа 2024 года на Amazon Prime Video.

## Отзывы критиков
Эрик Адамс из IGN дал проекту 7 баллов из 10 и написал, что первый сезон «Крестоносца в плаще» возрождает атмосферу мультсериала 1992 года, «хотя и в меньшем масштабе и со своими собственными отличительными взглядами на знакомых персонажей». Джаррод Джонс из The A.V. Club назвал старания Линклейтера по озвучке Бэтмена похвальными, но одновременно с этим не был впечатлён его работой. Алан Сепинволл из Rolling Stone отметил работу сценаристов над изменением образов некоторых классических злодеев. Грэм Вёртью из The Guardian дал мультсериалу 3 звезды из 5 и счёл его удовлетворительным. Чарльз Пуллиам-Мур из The Verge написал, что «эстетически и акустически „Крестоносец в плаще“ ощущается почти как приквел мультсериала 1992 года».
Константин Мышкин из «Фильм.ру» писал, что проект «хорошо уравновешивает гротескные образы бэт-вселенной с угрюмым реализмом нуара», подчёркивая, что «пока кинокомиксы и анимация идут путём ревизий и экспериментов, пребывая в поиске неожиданных решений», этот мультсериал «возвращает романтику золотого века Голливуда и эру классической супергероики». Евгений Ткачёв из «Афишы» отмечал темы коррумпированности и вседозволенности полиции и властей Готэма, посчитав, что «„Крестоносца в плаще“ можно даже назвать самым социальным и политически заряженным из всех анимационных „Бэтменов“».